# NGC 4524
NGC 4524 (również PGC 41757) – galaktyka spiralna (Sbc), znajdująca się w gwiazdozbiorze Kruka. Odkrył ją John Herschel 9 marca 1828 roku.